# Under Southern Skies
Under Southern Skies est un jeu vidéo de type wargame conçu par Owen P. Hall et publié par Avalon Hill en 1984 sur Apple II. Le jeu simule, à l’échelle tactique et stratégique, la poursuite de l’Admiral Graf Spee dans le sud de l’océan Atlantique pendant la Seconde Guerre mondiale. À sa sortie, il est bien accueilli par la presse spécialisée. Le journaliste Johnny Wilson, du magazine Computer Gaming World, le décrit ainsi comme un jeu « riche, intéressant et difficile » dont les graphismes compense largement les quelques défauts. De son côté, Neil Shapiro du magazine Electronic Games le considère comme un « excellent jeu » et note qu’avec des graphismes un peu meilleurs, il aurait pu devenir un classique du genre.

## Trame
Under Southern Skies se déroule pendant la Seconde Guerre mondiale, en décembre 1939, et retrace tout d’abord la poursuite par la Royal Navy du croiseur cuirassé Admiral Graf Spee de la Kriegsmarine, envoyé dans le sud de l’océan Atlantique afin d’intercepter et de couler des navires de ravitaillement. Outre cette poursuite, le jeu simule également la bataille du Rio de la Plata lors de laquelle l’Admiral Graf Spee est confronté à trois croiseurs anglais – l'Exeter, l'Ajax et l'Achilles – qui parviennent finalement à le couler.

## Système de jeu
Under Southern Skies est un wargame qui simule la poursuite de l’Admiral Graf Spee par la Royal Navy dans le sud de l’océan Atlantique pendant la Seconde Guerre mondiale, ainsi que la bataille navale qui en découle. Il peut se jouer seul, contre l’ordinateur, ou à deux. Dans ce dernier cas, le joueur qui commande la Kriegsmarine ne contrôle qu’un unique navire, l’Admiral Graf Spee. Le jeu est divisé en deux phases distinctes, une phase stratégique et une phase tactique, qui peuvent être jouées séparément ou successivement, comme dans une campagne. Dans les deux cas, le joueur peut décider de simuler l’affrontement avec les unités qui correspondent à la réalité historique, ou assigner à la Royal Navy d’autres navires, disponibles à l’époque mais n’ayant pas forcement étaient impliqués dans ces évènements.
La phase stratégique du jeu se déroule sur une carte représentant une portion du sud de l’océan Atlantique, divisée en cases carrée n’apparaissant pas à l’écran. Sur celle-ci le joueur qui contrôle la Kriegsmarine manœuvre l’Admiral Graf Spee et son navire de ravitaillement, l’Altmark, afin d’intercepter et de couler une maximum de navires ennemis. En plus de l’Altmark, il dispose de deux ports neutres – Rio de Janeiro et Montevideo – qui lui permettent de se ravitailler. De son côté, le joueur qui contrôle les forces de la Royal Navy tente de repérer puis d’intercepter l’Admiral Graf Spee et l’Altmark. La phase stratégique se déroule au tour par tour, un tour représentant une durée de douze heures. À son tour, le joueur qui contrôle la Kriegsmarine peut donner différents types d’ordres à l’Admiral Graf Spee. Il peut ainsi lui ordonner de patrouiller dans une zone à la recherche d’une cible, de modifier sa route et sa vitesse de croisière, de couler un navire de prise avec ses torpilles ou ses canons, d’organiser un rendez-vous avec l’Altmark et de se ravitailler auprès de ce dernier. Il peut également consulter des rapports concernant les réserves de carburant du navire, les dégâts qu’il a subis et sa position. De son côté, le joueur qui contrôle la Royal Navy peut également ordonner à ses navires de patrouiller dans une zone et de modifier leur route et leur vitesse. Il peut de plus consulter leurs statuts et voir leurs positions sur la carte. Pour repérer l’Admiral Graf Spee, il peut s’appuyer sur l’aviation britannique, qui peut décoller d’un porte-avions, des îles Malouines, de l'île de l'Ascension et d’Afrique du sud. Il reçoit également des appels à l’aide des navires marchand attaqués par les Allemands. Il peut par contre être gêné par les conditions météorologiques.
Une fois que l’Admiral Graf Spee est repéré et que ses poursuivants se trouvent dans la même zone de la carte que lui, le jeu bascule dans la phase tactique. L’écran affiche alors la silhouette du navire du joueur, un écran radar indiquant la position des navires ennemis par rapport à celui-ci et une vue des navires ennemis par l’intermédiaire d’une paire de jumelles. Huit commandes sont à la disposition du joueur pendant cette phase de jeu. Il peut ainsi modifier sa route et sa vitesse, sélectionner le navire sur lequel tiré, utiliser ses canons principaux ou secondaires, lancer des torpilles, se désengager, consulter sa route et sa vitesse et obtenir un rapport sur les dégâts subis par son navire. Il peut également décider d’emmètre de la fumée lors de ses déplacements afin de diminuer les chances d’être touché par un tir ennemi. Le résultat de chaque tir est calculé par l’ordinateur et, lorsqu’un tir atteint sa cible, une explosion est affichée sur la silhouette du navire touché,.
Des points de victoires sont attribués aux joueurs lors de chacune des phases et sont combinés dans le cas d’une campagne. Dans la phase stratégique, le joueur qui contrôle la Kriegsmarine gagne des points en coulant des navires marchands ou des navires de guerre britanniques, en évitant d’être endommagé, en échappant à ses poursuivant pendant un mois et même en revenant en Allemagne avant la fin de la partie. De leur côté, les britanniques doivent protéger leurs navires marchands et réussir à intercepter le Graf Spee ou à le bloquer dans un des ports neutres. Dans la phase tactique, les britanniques gagnent des points en endommageant leur cible, avec un bonus s’ils parviennent à le couler. De leur côté, les Allemands gagnent des points en coulant tous les navires ennemis, ou en réussissant à se désengager.

## Développement et publication
Développé par Owen P. Hall, Under Southern Skies est publié par Avalon Hill en 1984 sur Apple II.

## Accueil
À sa sortie, Under Southern Skies est plutôt bien accueilli par la presse spécialisée. Le journaliste Johnny Wilson, du magazine Computer Gaming World, met tout d’abord en avant la ressemblance de sa phase stratégique avec celle d’un précédent jeu de Strategic Simulations, Pursuit of the Graf Spee. Il ajoute en revanche que, dans sa phase tactique, il diffère complètement de ce dernier et qu’il propose une simulation plus flexible que son prédécesseur, plus attaché à la réalité historique. Il déplore ensuite ses lacunes en matière de documentation, notamment dans les explications de certaines commandes de la phase stratégique, ainsi que la présence de bugs dans la phase tactique. Il juge cependant que la qualité de ses graphismes compense largement ses quelques défauts, avant de conclure qu’il s’agit d’un jeu « riche, intéressant et stimulant ». De son côté, le journaliste Neil Shapiro du magazine Electronic Games décrit Under Southern Skies comme « une des simulation les plus intéressantes de cet épisode » de la guerre. Il juge en effet qu’il est « varié » et qu’il « offre une bonne jouabilité », malgré quelques défauts. Il déplore en effet que le jeu ne tire pas avantage des capacités graphique de l’Apple II, même si ce manque de sophistication n’a d’après lui pas d’impact sur le gameplay. Il salue en revanche l’effort fait par l’éditeur pour expliquer les règles utilisées par le programme avant de conclure qu’il s’agit d’« un jeu excellent » qui, avec de meilleurs graphismes, auraient pu devenir un classique du genre.